# Анес Жауи
Анѐс Жауѝ (на френски: Agnès Jaoui, собственото име се произнася по-близко до Аньѐс) e френска филмова и театрална актриса, режисьорка, сценаристка, и певица от тунизийско-еврейски произход.  Дебютира в киното като актриса с ролята на Сандра във филма „Ястребът“ през 1983 г. Като сценаристка дебютира през 1993 г. с филма „Cuisine et dépendances“. Режисьорският ѝ дебют е през 2000 г. с филма „Вкусът на другите“. Неин съпруг е френският киноактьор и сценарист Жан-Пиер Бакри.

## Филмови награди
Анес Жауи е носителка на 6 награди „Сезар“. Всички наградени сценарии са написани в съавторство със съпруга ѝ Жан-Пиер Бакри.
- „Пушачи/Непушачи” (1994) за сценарий, режисьор Ален Рене
- „Семейни черти“ (1997) за сценарий, режисьор Седрик Клапиш
- „Позната песен“ (1998) за сценарий, режисьор Ален Рене
- „Вкусът на другите“ (2001) за най-добър филм, режисьор Анес Жауи
- „Вкусът на другите“ (2001) за сценарий
- „Позната песен“ (1998) за второстепенна роля

На кинофестивала в Кан през 2004 г. печели наградата за най-добър сценарий за филма „Като картина“.

## Театрални награди
- 1992 г. наградата Молиер за най-добър автор на френски език в съавторство с Жан-Пиер Бакри за театралната пиеса Кухня и зависимост, по която е заснет филм със същото заглавие през 1992 г. от френския кинорежисьор Филип Мюил.

## Музикални награди
- 2007 Анес Жауи получава наградата Победи в/на музиката за Световни музикални албуми за албума „Canta“

## Певчески успехи
Анес Жауи e посещавала и учила в консерваторията, където се е записала, когато е била на 17 години. Тя е един от изпълнителите на лабела Рано или късно.
- 2006 г. Анес Жауи и здава първи албум „Canta“
- 2009 г. Анес Жауи издава албума ”В моя роден край” с виолончелиста басиста Венсан Сегал с песни на испански, португалски и две песни на френски език

## Частична филмография

### Актриса
- „Ястребът“ (1983)
- „Иванов“ (1990)
- „Наваро“ (1991)
- „Cuisine et dépendances“ (1993)
- „Позната песен“ (1997)
- „Братовчедът“ (1997)
- „Вкусът на другите“ (2000)
- „Като картина“ (2004)

### Сценарист
- „Cuisine et dépendances“ (1993)
- „Пушачи/Непушачи” (1993)
- „Семейни черти“ (1996)
- „Позната песен“ (1997)
- „Вкусът на другите“ (2000)
- „Като картина“ (2004)

### Режисьор
- „Вкусът на другите“ (2000)
- „Като картина“ (2004)